# 龔朝俊
龔朝俊，是中國清朝官員，於同治三年（1866年）任職淡水廳大甲中軍守備，福建邵武人，為台灣清治時期的地方官員，該官職主要從事大甲地區武職事務，品等不高，只為正七品以下。龔於同治五年和同治七年，兩次回任大甲中軍守備。

## 戴潮春之亂
龔朝俊曾參與戴潮春起兵的平亂工作，時任按察使銜分巡台灣兵備道的洪毓琛遣當時擔任千總的龔朝俊在崩埤戰役中護餉，前往去救援清軍主力，但遭伏擊，軍餉全被劫走，龔只得收整敗兵堅守。在清軍主力潰散之後，龔朝俊帶兵救援主將林向榮。
之後，戴潮春將兵鋒指向嘉義城，圍困三月之久，糧食快要被吃完。台灣鎮總兵林向榮選精銳八百，以王飛虎、林有才為先鋒，遣龔朝俊、寧長泰率班兵以及武裝訓練過的平地原住民，分別從不同道路前往赴援。陳弄、嚴辨連戰數日，乘勝進軍城下。當地紳士王朝輔、陳熙年亦率鄉勇開門出，才解圍。

## 外部取材
連橫：《台灣通史》，正文‧卷三十三。
| 前任： 陳兆麟 | 淡水廳大甲守備 1866年上任 | 繼任： 郭得高 |